# Мадисон (Индиана)
Ма́дисон (англ. Madison) — американский город и административный центр округа Джефферсон, Индиана. Ведет свою историю с первых поселений основанных около 1806 года, статус города получил официально 1-го апреля 1809 года. По данным переписи 2010 года население составляло 11 967 человек. Код FIPS 18-4599, GNIS ID 0438468, ZIP-код 47250.

## Население
По данным переписи 2000 года население составляло 11 967 человек, в городе проживало 2 951 семья, находилось 5 048 домашних хозяйств и 5 787 строений с плотностью застройки 260,7 строения на км². Плотность населения 539,2 человека на км². Расовый состав населения: белые - 93,5%, афроамериканцы - 2,8%, коренные американцы (индейцы) - 0,2%, азиаты - 1,2%, представители других рас - 0,7%, представители двух или более рас - 1,6%. Испаноязычные составляли 1,7% населения.
В 2000 году средний доход на домашнее хозяйство составлял $35 092 USD, средний доход на семью $46 241 USD. Мужчины имели средний доход $32 800 USD, женщины $22 039 USD. Средний доход на душу населения составлял $18 923 USD. Около 10,2% семей и 12,3% населения находятся за чертой бедности, включая 18,3% молодежи (до 18 лет) и 8,6% престарелых (старше 65 лет).